# Todd Terry
Todd Terry (Brooklyn, New York, 18 april 1967) is een invloedrijke Amerikaanse dj, remixer en producent van housemuziek. Eind jaren 80 was hij de man achter diverse vroege househits en ook in de jaren negentig weet hij de internationale hitparades meermalen te vinden. Dit onder diverse pseudoniemen. Hij is ook een veelgevraagd remixer. Zijn bekendste opdrachten zijn I'll house you van de Jungle Brothers en Missing van Everything But The Girl. Onder zijn fans staat hij bekend als Todd the God of simpelweg God, ook al hergebruikt hij zijn eigen werk regelmatig, zoals op het album Can You Party van Royal House duidelijk te horen is.

## Vroege jaren
Todd begon zijn loopbaan als dj in het circuit van feesten en partijen en kwam via die weg terecht in de clubs in New York in de jaren tachtig. Aanvankelijk draaide hij vooral hiphop, freestyle en italodisco. Ook was hij op productioneel niveau actief. Zo produceerde hij wat voor hiphopartiesten. Al lukte het niet om hiermee aan een platencontract te komen. Wat meer succes had hij het freestylenummer Love Letter van zangeres Giggles. In 1987 was Terry een van de eersten die overstapte op house, die uit Chicago kwam overwaaien. In 1987 maakte hij het plaatje Alright Alright, dat opgepikt wordt voor een houseverzamelaar in Chicago.

## House pionier
Na Alright Alright produceerde hij meer tracks die het goed doen op de vroege houseparty's zoals Black Riot - A day in the life en Bango (to the batmobile). Het jaar 1988 betekende zijn doorbraak. Een wereldhit heeft hij wanneer hij in 1988 een cover maakt van een discoplaat. Als The Todd Terry project maakte hij het nummer Weekend, waarop hij het origineel van Class Action samplede. Daarbij verscheen ook het album To The Batmobile Let's Go. Ook stichtte hij in 1988 het groepje Royal House, dat in 1988 een hit maakte met Can you party? en twee albums opnam. Daarnaast deed hij ook nog diverse remixen, waaronder I'll house you van de Jungle Brothers.  Zijn plaat A day in the life wordt in 1988 ook gebruikt door het hiphopduo Rob Base and DJ E-Z Rock voor hun hit Get On The Dancefloor. Deze bereikt in Nederland de hitlijsten.

## Jaren negentig
Begin jaren negentig bracht Terry grote hoeveelheden housemuziek uit onder vele verschillende namen. Zo experimenteerde hij met jazz voor het project Sax. De brug met de ravescene zocht hij met Can you feel it (1991) van C.L.S. Later had hij ook nog diverse hits onder zijn eigen naam samen met Martha Wash en Jocelyn Brown. Dit waren Keep on jumpin' (1995) en Something Goin' On (1997). Deze waren afkomstig van de albums A Day in the Life en Ready for a New Day, waarop gelikte discohouse de boventoon voerde. Hij werkte ook mee aan het album From Now On (1997) van Robin S. In deze periode werd Terry ook lid van het Da Mongoloids-genootschap van Armand van Helden. In 1998 kwam zijn oude hit van CLS weer onder de aandacht na een remix door het Britse duo van Perpetual Motion. Tegelijkertijd stond het nummer op het mixalbum On the floor at the boutique van Fatboy Slim. Naast zijn werk als producer richtte hij enkele labels op, waaronder InHouse en SoundDesign. In 1999 verraste hij het publiek met het album Resolutions, waarop hij een uitstapje maakte richting drum 'n' bass. Van het album kwam de single Blackout, die werd geprezen door muziekmedia. Na dit avontuur keerde hij weer terug naar de vertrouwde housemuziek.

## Latere jaren
In de zomer van 2001 had Todd Terry opnieuw een hit te pakken met het nummer Babarabatiri van zijn alter ego Gypsymen. Hiervan verscheen in 2003 het album Culturistic. Daarna werd het wat rustiger, maar bleven er singles verschijnen. In 1997 werkte hij samen met Kenny Dope, DJ Sneak en Terry Hunter als de Todd Terry Allstars. In 2013 bracht hij voor het eerst sinds tien jaar een nieuw album uit. Op Todd Terry vs. That Trap Shitt maakte hij een cross-over met de zogenaamde Trap music-stijl, een zeer agressieve vorm van hiphop. Niet lang daarna maakte hij een ode aan zijn verleden van freestyle met het album Freestyle forever.

## Remixer en producer
Ook als remixer en producer voor anderen maakte Todd Terry faam. Dat gebeurde in de jaren tachtig met de remix van de Jungle Brothers. De echte doorbraak kwam door zijn remix van het nummer Missing van Everything But The Girl. Aanvankelijk stond de remix als bonustrack op het album Amplified Heart, maar gedurende 1995 en 1996 bleek het vooral de remix te zijn die aansloeg. Hij maakte vervolgens remixes voor Michael Jackson en The Rolling Stones. Als producer maakte hij tracks voor Cher en Anita Doth.

## Discografie (selectie)

### Albums
- The Todd Terry project - To the Batmobile Let's Go  1988
- Todd Terry - Works 1989
- Royal house - Can You Party 1988
- Royal house - Come Over Here, Baby 1990
- Sax - This Will Be Mine 1991
- Sound Design – Sound Design Part II 1992
- House Of Gypsies - Gypsyland 1993
- A Day in the Life 1995
- Ready for a New Day 1997
- Resolutions 1999
- Gypsymen - Culturistic 2003
- Todd Terry vs. That Trap Shitt 2013
- Freestyle Forever 2013

### Singles
- Black Riot - A day in the life 1988
- Royal House - Can you party 1988
- Swan lake - In the name of love / The Dream 1988
- The Todd Terry project - Bango (to the batmobile) 1988
- The Todd Terry project - Weekend 1988
- Sax - This will be mine 1991
- C.L.S. - Can you feel it 1991
- Gypsymen - Hear the music 1992
- Keep on jumpin' (met Martha Wash en Jocelyn Brown) 1995 (in 1996 Dancesmash op Radio 538)
- Something goin' on (met Martha Wash en Jocelyn Brown) 1997 (Dancesmash op Radio 538)
- Blackout 1999
- Gypsymen - Babarabatiri 2001
- Todd Terry All Stars Feat. Kenny Dope, DJ Sneak, Terry Hunter & Tara McDonald – Get Down 2007
- Todd Terry ft. Carl Hanaghan - In The House (2016)

### Remixen
- 2 In A Room - Wiggle It
- Meredith Brooks - Bitch
- Shawn Christopher - Don't Lose The Magic
- D Mob - Why?
- Duran Duran - Electric Barbarella
- Everything But The Girl - Missing
- Janet Jackson - If
- Michael Jackson - Stranger in Moscow
- Jungle Brothers - I'll house you
- Annie Lennox - Little Bird
- Kylie Minogue - Breathe
- The Rolling Stones - Saint of Me
- Sash! - Mysterious Times